# システム手帳

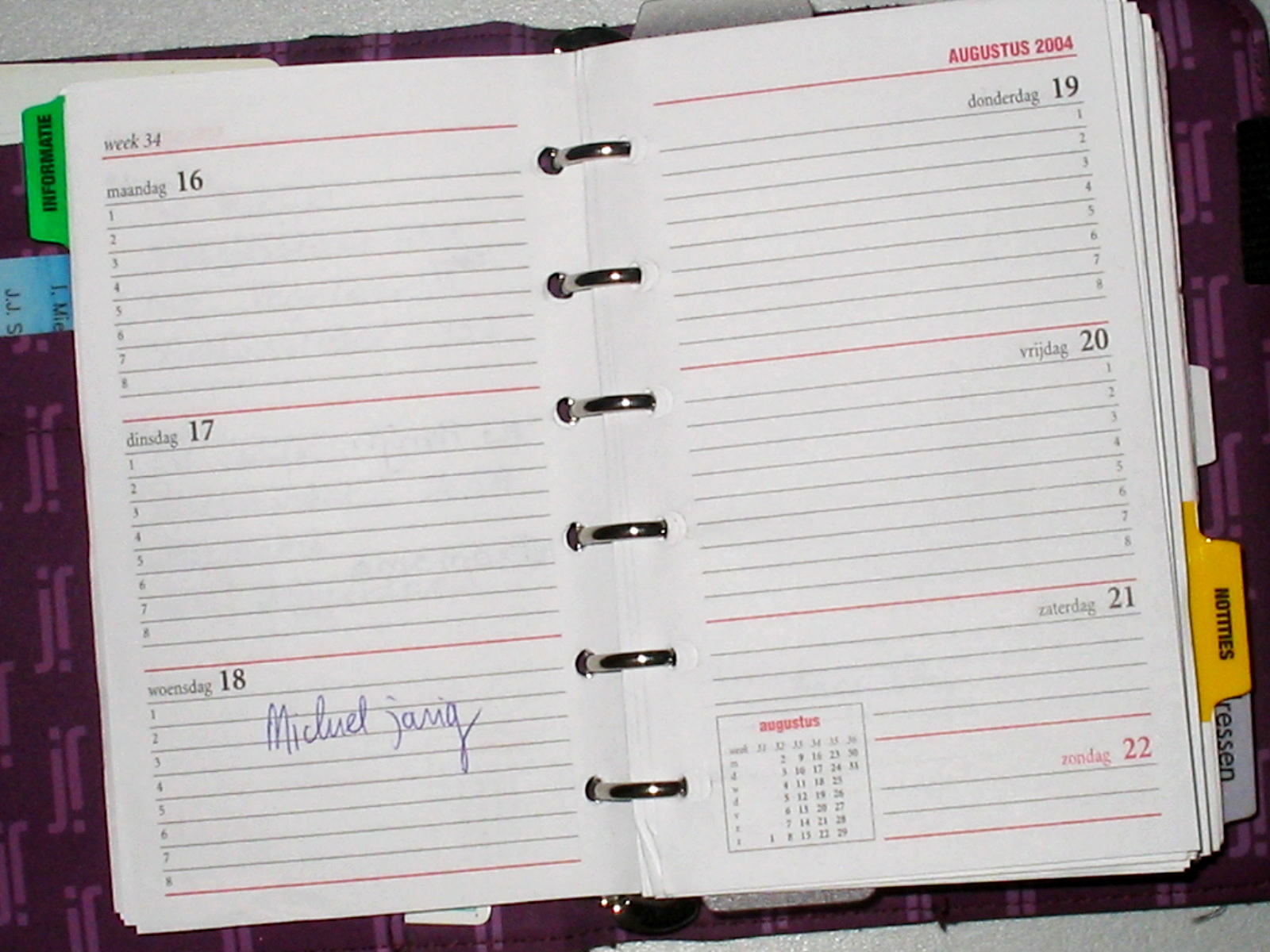
インデックスが付いたシステム手帳

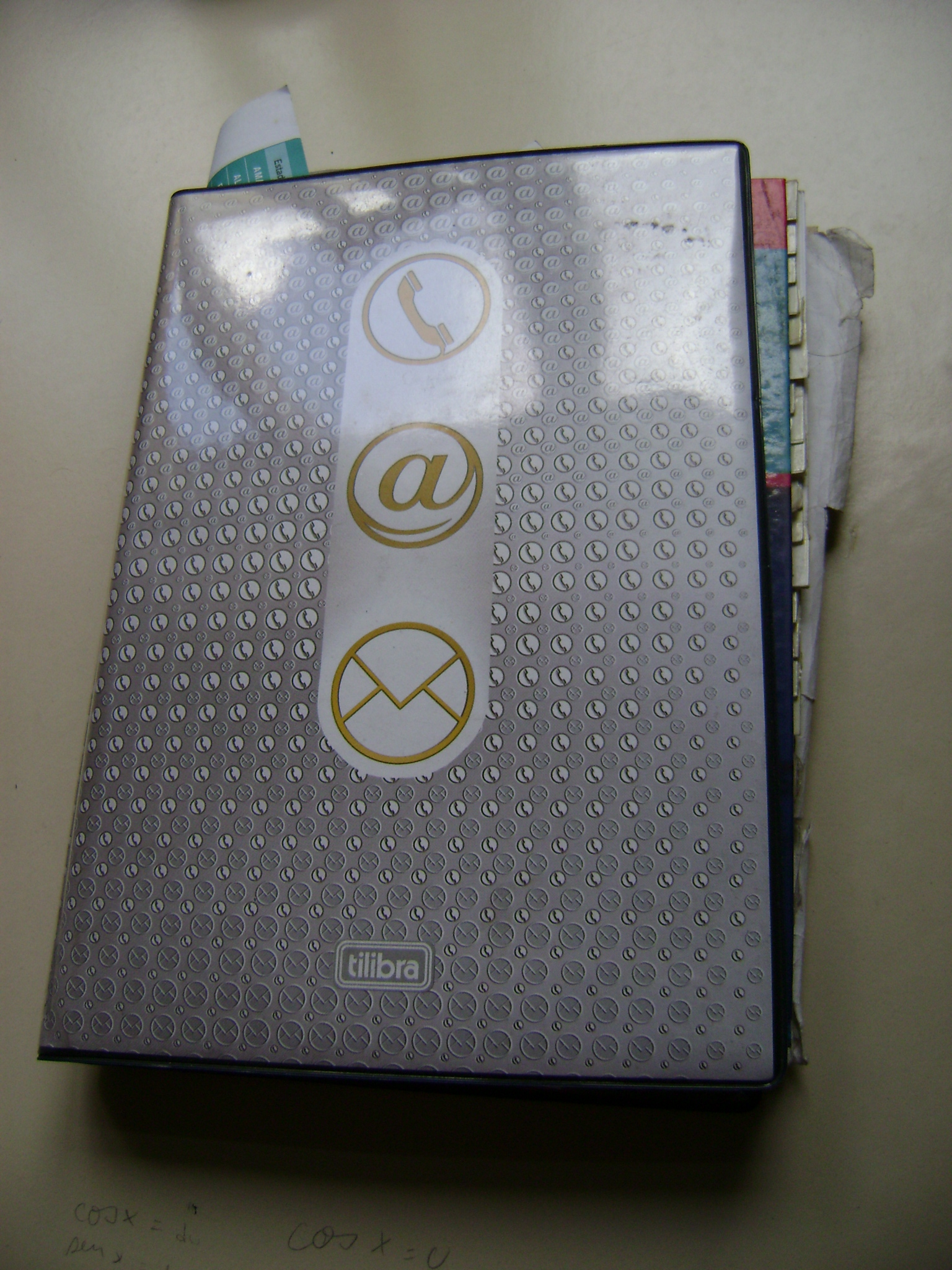
文房具をしまえる

システム手帳（システムてちょう，英語：Personal organizer）は、手帳の一種で、バインダーの仕組みを持ちリフィルと呼ばれる用紙部分を交換可能なものをいう。
イギリスで1921年に「6穴バインダー手帳」として発売された。本来は牧師や、副官がいない尉官クラスの将校が、自分の教区や率いる部隊に関する記録を収めておくために用いられた。
随時内容を用紙の差し替えで行い、またあらかじめ用意されたリフィルを利用する事で、利用者の利便性向上が図れ、システマチックに運用可能である。日本では1984年に上陸した後、次第に流行するようになった。

## 歴史
システム手帳が生まれた背景には、第一次世界大戦の反省があった。同大戦以前の戦争では、貴族階級が指揮官として、平民からなる民兵・動員兵を統率して戦う組織が一般的だった。しかし第一次世界大戦のような国力を総動員し、かつ機関銃やダイナマイト、大砲や毒ガスなどの新兵器が登場した大規模な戦争では、前線で甚大な人的損害を発生させ、将校=貴族、という前提が崩壊した。銃後の生産労働力として利用されるようになった女性労働者と並んで、知識を有する平民が将校として大量に採用され活躍するという、従来とは異なった戦争の形態が生まれた。
この新しい戦争の形態にあって、以下のような情報は部隊の死活問題にも及んだ。
- 膨大な量を消費する、機関銃や大砲の砲弾、兵隊が消費する食料などの在庫管理
- 日々の天候や風向き、季節の変化や地形の条件などによって変化する毒ガスの脅威
- 大砲の一斉射撃と時間を合わせた一斉突撃の指示、戦術的な連携

そして優秀であるとはいえ、平民将校は指揮に不慣れという問題もあった。そのためもはや近代戦争は、個人の頭の中だけで軍隊を運用できる限界を超えてしまった。この大戦では、膨大な数の平民を兵士だけではなく現場の指揮官として活用していかなければ、国家として・組織としての軍隊が成り立たなくなっており、そこで扱われる情報も相対的に増大した。
このような深刻な問題意識から、イギリス陸軍の将校たちによって考えられた情報ツールがシステム手帳である。そして、その利便性が徐々に広まるにつれ、様々なところで使われるようになっていった。
1984年には日本国内でもFilofax（ファイロファックス）社の製品が正式に発売された。著名人の愛用者がしばしばマスメディア上で「便利な手帳」とするコメントを発した事から、1980年代末 - 1990年代中頃より類似製品を含めて急速に愛好者が増加した模様。1985年にジャーナリストの山根一眞が書いた「スーパー手帳の仕事術」（ダイヤモンド社刊）が日本で最初のシステム手帳Filofaxの解説本と言われる。Filofaxの独自サイズ（95mm×171mm）を採用した「Personal」と「Slimline」が携帯用の聖書に多く使われるサイズに近いことから山根は「バイブルサイズ」と呼んでおり、日本国内でもこの呼び名が広まった。なお日本国内で多く流通しているのは95mm×170mmのサイズであり、Filofaxの製品より僅かに長辺が短い。
なお、日本初の国産システム手帳は、1968年に経営コンサルタントの奈良総一郎が考案した「システム・ダイアリー」である。

### メディア作品とシステム手帳
テレビドラマなどでも、ビジネスマンや医者・弁護士・学者といった社会的な注目度の高い知的な職業の役柄を強調するための小道具としてシステム手帳が度々登場した事も、日本でのブームの要因となった。作中の扱いでは、丁寧に整理され綴り込まれた情報を瞬時に取り出したり、メモを走り書きしたり、付箋紙などがはみ出したシステム手帳が精力的に忙しく活動している様子を間接的に示していたりといった具合で、大量の情報を能率的・機能的に扱える強みを、登場人物の性格付けに利用した。
最初にシステム手帳が登場した映画は、『誰がために鐘は鳴る』（1943年）と推測される。作中で主人公役のゲイリー・クーパーが、ミニサイズのシステム手帳を使いこなしている様子が描かれている。

## 形式
用紙サイズによりA4のバインダーノートの下にあたるA5（官製葉書の倍）・A6（葉書サイズ）・A7（葉書の1/2）・14cm×8cmのカードサイズといった様々な用紙サイズのものが見られる。なお用紙サイズによって穴の数に違いも見られる。近年では文具店でも安価な製品が見られるほか、百貨店でも文具売り場の一角を占める様子が見られる。
交換用の用紙であるリフィルには、日付の入っているダイアリー（日記や予定表）、分類のための各種インデックスシートなどユーザーのニーズに合わせて各種用意されていて、それを使う人の仕事内容や生活習慣・個人的趣味により自由に組み合わせができる。また電卓や物差しといった文房具もバインダー内に仕込める物が販売されている。更には様々な紙片を入れて保存するためのプラスチック袋や、磁気カード入れ、プリクラ台紙などが販売されている。
たとえばダイアリーは、年間の予定表のようなものから、見開き2ページが1月単位のもの、1週単位、1ページが1日単位のものなど各種ある。1年あるいは数年毎に差し替えて続きのものに取り替えて使う。日付があらかじめ各年のカレンダーに合わせて印刷されたものが販売されており、それを利用することが多い。

### 主なサイズ
サイズはメーカーによって微細な違いがあり、また全く互換性のない独自サイズを提供するメーカーもある。ここでは、日本国内でKNOX、Bindexなど、複数のメーカーからリフィルが提供されているものを挙げる。
バイブルサイズ
リフィルの大きさ 縦170 - 171mm × 横95mm 穴数6個
ミニ6穴サイズ (ポケットサイズ，通称：ミニ６（みにロク）)
リフィルの大きさ 縦126 - 127mm × 横80mm 穴数6個
A5サイズ
リフィルの大きさ 縦210mm × 横148mm 穴数6個
ミニ5穴サイズ（通称：Ｍ５（えむゴ））
リフィルの大きさ 縦105mm × 横61mm 穴数5個
システムダイアリー
リフィルの大きさ 縦140mm × 横82mm（黄金比） 穴数8個
HB×WA5サイズ
リフィルの大きさ 縦170mm × 横148mm 穴数6個

#### 6穴バインダー
手帳のサイズは、バイブル（聖書）サイズと言われるものが最も一般的である。リフィルサイズは、縦171mm・横95mmで綴じるための穴は6個で等間隔ではない。
バインダー部分の一般的なものは、中央に閉じるための6個のリング、扉部分には名刺などを入れるポケット、ペンを刺すための筒状の突起（ペンホルダー）、閉じたとき開かないように留めるベルトなどで構成される。材質は高級なものはリングに金属・カバー部分には本革、安いものはリングやカバーにプラスチックを使ったものや、またカバー部分は布や紙を利用したものなど各種ある。
また自分で専用のリフィル（記入用の他、入手した印刷物も）を作るために、6穴の穴開けパンチも販売されている。ダイアリー部分の栞や定規代わりとして使う幅の狭いプラスチック定規が標準でついており、これはバインダーのリングを開かなくても取り外せるよう穴が開いている場合が多い。
2000年代にはこれを発展させた製品も多く、カバー部分の縁にファスナーを備え、収納時にはポーチか財布のように周囲を完全に閉めてしまえる（内容物の脱落防止など）ものや、金属や合成樹脂のカプセル状ハードケースを備えるものなど、様々に工夫を凝らした製品も見られる。

### 主なリフィル
- 予定表
- 無地
- 罫線
- 方眼
- インデックス
- 住所録（住所と電話番号欄が並ぶ。何年にもわたって蓄積して使うことで、一般の綴じ手帳のように書き写す手間はない）
- 地図（都市図、鉄道路線図など）
- 名刺入れ
- ルーラー
- 電卓

## 活用法
専門店などでは多種多様で個性的なリフィルが用意されている場合もある。特に都市圏の百貨店文具売り場では、そういった変り種リフィルを幅広く取り揃える所も見られる。
システム手帳の多くはA判（用紙のサイズ）を基準とすることも絡み、同じくA判を基準とする名刺サイズとの相性が良く、バイブル版を中心に名刺関連を効率良く扱うリフィルも充実している。このため名刺入れリフィルをプラットフォームとして、名刺サイズのカード型文具などをシステム手帳と組み合わせる工夫をしている愛用者もいる。こういった工夫を楽しむ趣味が昂じたユーザーの中には、ファスナー付きの多目的保存リフィルの中にソーイングセットから絆創膏や常備薬といった日用品、ガム（機能性ガム）や口臭予防用のフィルム型清涼菓子や板状のキャンディといった菓子類まで忍ばせる者もいる。
システム手帳では大手ブランドによるデファクトスタンダードがほぼ確定しており、同じサイズであれば穴の位置や個数など規格が統一されているため、メーカーの別なく自身の好みやニーズに合わせて自在な組み合わせが可能である。このような自分のスタイルないしニーズに合わせたリフィルの組み合わせや活用・工夫とそれに伴う付加価値的な利用方法といったものも方々で公開されている。
このため手帳一般とは違って、システム手帳の扱い方で個性を示すような、自己表現的ツールとしての意味付けも見られる。さらに、この工夫の面白さと個性表現に魅せられたユーザーの中には、自ら独自のリフィルを作成する者も現れるようになったほか、リフィル自作に関する書籍も数多く出版され、リフィル印刷に特化した専用のアプリケーションソフトウェアやリフィルサイズに穴をパンチする穴あけ器なども市販されており、独自化の追求を支援する商品群も見られる。
反面、一通りのリフィルを活用したユーザーの中には、専用のリフィルを利用することなく、シンプルな罫線リフィルとダイアリーのみで全てを済ませる者もいる。この辺りはユーザー各人の趣味の分野でもあるため、個性が如実に現れる。どちらを選択するかは利用者自身の価値観の問題でもあるため、一概に優劣は存在しない。
近年では携帯電話(特にスマートフォン)が普及していることもあって、巻末の住所録リフィルを使わずに携帯電話のアドレス帳機能を活用するユーザーが多い。代わりに、住所録リフィルを、その罫線を利用して読んだ本や見た映画の記録などに応用するユーザーも目立つ。

## 関連製品
日本では、システム手帳の流行と前後して電子手帳が多く発売されている。しかしこの機器は繊細な電子機器であることから耐久面でシステム手帳に及ばない所がある。検索性に優れる事から住所録などには重宝した。また辞書や特殊な電卓、またはゲームなどの様々な機能を付加することも可能である。この他にも、この機器には時計が内蔵されており、予定表はカレンダーと連動して「アラームなどにより積極的に所有者に知らせる」という、紙の手帳には無い利便性を提供していた。
携帯情報端末 (PDA) は、1990年代より電子手帳と置き換わる形で登場した。この小さく慎ましいコンピュータは、パソコンやコンピュータネットワーク（更にはインターネット）との連携性が高く、出先で入力した情報をすぐさまパソコンに取り込んで利用できるほか、様々なソフトウェアをインストールする事で、住所録やメモとしてはもちろんの事、電卓や辞書、果てはオプション機器を利用する・多機能化するなどしてデジタルカメラやデジタルオーディオプレーヤーといった利用方法も出ている。この頃には予定表も高度化し、日次・週次・月次で予定の有無を確認できる機能が搭載され、また年や月・週単位で予定を繰り返したり、他の機能との連動という形で、やはり紙の手帳には無い利便性を提供した。
その後、進化した携帯電話は個人が住所録を持つ必要性を、かなり下げる要因となっている。携帯電話は電子手帳やPDAの機能を取り込みつつダウンサイジングし操作利便性を向上させている。特に本来の通信機能に必要な電話番号やメールアドレスと連動した住所録機能を標準的に持つようになった。
しかしこれらの製品は高価である上に、故障すると中のデータが見られなくなるばかりか、最悪の場合修理の過程（ハードウェアリセット）で失われるため、これを嫌う向きは相変わらず手帳を愛用し、必然的にシステム手帳を駆逐するには至っていない。特に電池切れを心配しなくて済む紙メディアの信頼性の賜物である。ただ、流石に紙の手帳には予定を所有者に知らせたり、あるいは書き込んだ内容を種類別に自動で整理（ソートや検索）する機能は無いし、またインターネットとの連携も出来ないため、この部分で電子手帳や携帯情報端末と紙の手帳との住み分けを行っている模様である。
「紙と鉛筆やペン」といった単純な記録装置は、教育を受けた人なら基本的に誰でも利用できるため、相変わらず愛好者がおり、やはりシステム手帳を含む手帳の利用者は存在している。愛好者の中には電子機器に対する不信感や入力機器に対する拒否感も見られ、また左記に挙げたような不確実性（故障などによるトラブル）を嫌い紙の手帳に回帰したり、あるいは併用する人すら見られる。電子入力より紙のほうが早いことも挙げられる。
また、書店などに行けば、これに関しての活用方法を示した書籍も見られる。
フランクリンプランナーのように人生全体を管理するツールとして用いる方法も提案されている。近年再びブームとなりつつある。

## 主要メーカー
- アシュフォード[2] 「ASHFORD」（1985 - ）
- デザインフィル[3]「KNOX（knoxbrain）」（1985 - ）
- JMAM「NOLTY（Bindex）」（1987 - ）
- アクュード[4]「Cookday」（1991 - ）
- レイメイ藤井 「Davinci」（1996 - ）

その他、ブレイリオやCカンパニー、土屋鞄製作所、HERZなどの革製品を扱う会社も製作販売している。
- Filofax（）
- Time/system（）
- FranklinCovey（）